# César Hinderdael
Francis César Hinderdael (België, Bazel, 30 januari 1878 – Nederland, Den Haag, 22 mei 1934) was een Belgisch/Nederlands organist, contrabassist en componist.
Hij was zoon van Severin Hinderdael en Maria Josephina Muys. Hij was getrouwd met de Vlaamse Emilie Eugenie Jospehine Pilaet, hun dochter overleed op jonge leeftijd. Het echtpaar woonde enige tijd aan Mient te Den Haag. Hij werd begraven op Oud Eik en Duinen.
Hij kreeg zijn muziekopleiding aan het Lemmensinstituut te Mechelen. Zijn docent orgel was Edgar Tinel, waarbij hij zijn diploma haalde. Vervolgens ging hij studeren aan het Conservatorium Gent (orgel, harmonieleer, contrapunt en fuga) en Koninklijk Conservatorium Antwerpen (o.a.contrabas), waar een van zijn docenten in compositie Jan Blockx was. In zijn afstudeerproject componeerde hij voor zichzelf Luim (werk voor contrabas/basviool solo); het werk zou later een verplicht studiewerk voor contrabassisten worden aan het Antwerps conservatorium. Hij schoof daarna aan in orkesten, Orkest van de Klassieke Concerten en het Orkest van de Vlaamse Opera.
Na de uitbraak van de Eerste Wereldoorlog vluchtte hij naar Nederland. Tijdens een baantje als hotelportier, solliciteerde hij als bassist bij het Residentie Orkest en werd aangenomen. Hij combineerde die functie met het dirigeren van koren, publicaties in muziekbladen en een docentschap aan de Caecilia-Muziekschool in Den Haag. Hij hielp H. Hasper bij dienst studie Het rhythme in den zang der gemeente bij den eeredienst der protestantsche kerk door de melodielijnen te noteren en harmoniseerde talloze gezangen voor gemengd koor.
Zijn eigen werk is te vinden in de reeks Nederlandsche Zangstukken, Het Vlaamsche Lied, Onze Vlaamsche liederenschat en Liederen voor ons volk. Andere werken zijn Landelijke zomerschetsen voor hobo en orkest, Fugatische impressie, Orgelsonate, Ik wacht den nacht (lied op tekst van Willem Gijssels). Zijn grootste werk (in omvang) is de in 1928 aangekondigde opera, voltooid in 1930 De schabeletter (een scha-beletter is een veldwachter) naar een libretto van Lodewijk Scheltjens op de planken. Het werk speelt zich af in 1846 in het Vlaamse Rupelmonde. In 1931 bracht de Vlaamse Opera het op de planken.
Het stadje Temse eerde hem met een César Hindersdaelstraat; hij woonde enige tijd in Temse en was leider van de zogenaamde Peter Benoitconcerten. Nabij de César Hinderdaelstraat ligt de Emil Van Boschstraat, vernoemd naar de eveneens naar Nederland gevluchte bariton, die rond 1908 ontdekt werd door Hinderdael.